# Peter Angermann
Pour les articles homonymes, voir Angermann.

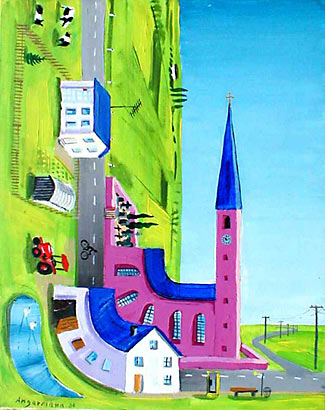
Village 90° de Peter Angermann, 1984.

Peter Angermann, né le 17 février 1945 à Rehau (Bavière), est un artiste peintre allemand basé à Nuremberg.

## Biographie
Peter Angermann, né en 1945 à Rehau, petite ville de Haute-Franconie en Bavière, étudie de 1966 à 1968 à l'Académie des beaux-arts de Nuremberg chez Gerhard Wendland, puis, à l'automne 1968, il est attiré par la classe dirigée par Joseph Beuys à la Kunstakademie Düsseldorf. Constamment comblé par les éloges de son professeur, avec entre autres Robert Hartmann et Hans Rogalla, il est cofondateur du groupe YIUP (de), qui, à partir de 1969, attire l'attention au sein de l'académie, et surtout dans la classe de Beuys, par des actions provocatrices qui furent même dirigées contre Beuys en personne. En quittant l'académie en 1972, Angermann se rend compte qu'en termes artistiques, il en repart les mains vides ; sa passion pour la peinture n'a pas été exactement nourrie par Beuys. Ce n'est qu'un an plus tard, après avoir largement abandonné les idées de Beuys, qu'Angermann prend un nouveau départ dans le domaine de la peinture.
Une rencontre avec son ancien camarade de classe Milan Kunc s'avère exceptionnellement fructueuse dans cette situation. Ils développent un nouveau langage visuel étroitement orienté vers la vie quotidienne, tout en étant simultanément animés par une impulsion spirituelle et anarchique. En 1979, Jan Knap rejoint les deux amis et le groupe NORMAL voit le jour. Ils défendent le rejet de l'individualisme et, dans ce sens, créent un grand nombre d'œuvres conjointes — des peintures qui, dans certains cas, sont réalisées en public. En 1981, cependant, chacun des trois membres avait tellement progressé dans son propre développement artistique qu'ils décident de dissoudre le groupe. Peter Angermann conserve l'impulsion sociocritique de ses œuvres antérieures — couplée à cet humour provocateur et parfois absurde qui caractérise nombre de ses peintures jusqu'à ce jour.
En 1976, il surprend le monde avec la première de ses « peintures d'ours » qui marque le début d'une série qui ne cessera de s'étendre. En fait, ce sont des peintures de la vie de famille, qui, tout en aiguisant notre regard sur la condition humaine sous le strict usage de l'apparence de l'ours, ne rechignent pas à représenter des idylles. Dix ans plus tard, Angermann explore un genre qui à l'époque était mal vu : la peinture en plein air. En attendant, cette série d'œuvres trouve une place permanente dans son œuvre et l'amène à découvrir une virtuosité de coloriste qui distingue également ses œuvres matures et thématiques. Ses œuvres à thème et ses paysages s'alternent dans son œuvre, et c'est cette liaison qui rend Angermann si unique sur la scène artistique d'aujourd'hui.
Parallèlement à cela, Peter Angermann transmet également son expérience artistique à une nouvelle génération d'artistes, d'abord à travers des chaires invitées à Reykjavik et Kassel, puis de 1996 à 2002 par une chaire à l'École Städel de Francfort-sur-le-Main, puis à partir de 2002 et ce jusqu'en 2010 à l'Académie des beaux-arts de Nuremberg. En 1995, Angermann s'installe à Thurndorf (de) (Kirchenthumbach), dans la région de Nuremberg, où, loin de l'agitation du commerce de l'art, il continue de se consacrer avec enthousiasme au médium qui lui offre toutes les possibilités de développement artistique : la peinture.

## Expositions
- 1980 : 11e Biennale des Jeunes, Musée d'Art Moderne, Paris[2]
- 1980 : « Times Square Show », Colab, NYC
- 1984 : Von hier aus - Zwei Monate neue deutsche Kunst à Düsseldorf
- 1986 : Peter Angermann, Living Art Museum, Reykjavik
- 1992 : Peter Angermann: Stehender Verkehr, Kasseler Kunstverein, Allemagne
- 1995 : Peter Angermann, Kunsthalle Nürnberg
- 1995 : Salut au Monde, Musée de la Frite, Leeuwarden
- 2002 : Paysages allemands, SA National Gallery à Cape Town
- 2004 : La boite en valise - Académie des Beaux-Arts de Prague
- 2005 : Groupe Normal, Biennale 2 de Prague, Carlin Hall, Prague[3]
- 2005 : Normal Group, MACI Museo Arte Contemporanea Isernia, Italie[4]
- 2007 : Groupe normal, Musée d'art Flash de Trevi, Palazzo Lucarni, Italie[5]
- 2008 : Être enseignant est ma plus grande œuvre d'art - Kunstmuseum Ahlen, Allemagne[6]
- 2009 : Joseph Beuys et ses étudiants, Sakip Sabanci Müzesi, Istanbul
- 2009 : Peter Angermann - Autonomoney, Museen der Stadt Bamberg, Allemagne
- 2010 : Peter Angermann, Daegu MBC, Gallery M, Corée
- 2013 : Peter Angermann - Licht am Horizont, Museum Haus Lange, Krefeld, Allemagne
- 2014 : Peter Angermann - Die Lust am Sehen, Neues Museum Nürnberg, Allemagne[7]
- 2014 : « Peter Angermann: Zpátky k umění », Galerie města Plzně
- 2014 : « Streetview », GAVU Cheb[8]
- 2014 : Wild Heart: le néo-expressionnisme allemand depuis les années 1960, China Art Museum, Shanghai
- 2015 : « Les années 80, peinture figurative en Allemagne de l'Ouest », Städel Museum Frankfurt am Main[9]
- 2018 : Peter Angermann - PleinAir, Nuremberg, Allemagne[10]
- 2019 : Plein Air Kirchen, Luftmuseum (de), Amberg[11]

## Collections publiques
- Städel Museum, Frankfurt am Main[12]
- Germanisches Nationalmuseum
- Bavarian State Picture Collections
- Hessisches Landesmuseum Darmstadt
- Deutsches Historisches Museum
- MACI Museo Arte Contemporanea Isernia
- National Gallery of Iceland, Safn, Reykjavik
- Neues Museum Nürnberg[7]
- MMK Frankfurt am Main[13]
- Centraal Museum, Utrecht[14]
- Groninger Museum
- Trevi Flash Art Museum di Arte Contemporanea
- Glasgow Museums, Glasgow[15]
- Galleria d'Arte Moderna e Contemporanea, San Marino
- Staatliche Kaliningrader Kunstgalerie
- Abteiberg Museum, Mönchengladbach
- Museum Ostwall, Dortmund
- Kunstmuseen Krefeld
- Muzeum moderního umění Olomouc
- Johnson Museum of Art, Ithaca NY[16]
- Luftmuseum (de), Amberg

## Voir également
- Liste de peintres allemands

## Sources
- Martin Hentschel, Peter Angermann, (2013)  (ISBN 978-3-86984-439-8)
- Julian Spalding, The Best Art You’ve Never Seen, (2010)  (ISBN 978-1-84836-271-0)
- Ursula Peters, Vom Ansehen der Tiere, Germanisches Nationalmuseum, 2009.  (ISBN 978-3-936688-38-2)
- Landesmuseum für Kunst und Kulturgeschichte Oldenburg 100 Jahre, 100 Bilder Merlin Verlag 2009  (ISBN 978-3-87536-272-5)
- Luca Beatrice (2006) Normal Group Giancarlo Politi Editore  (ISBN 88-7816-138-1)
- Luca Beatrice (2005) PragueBiennale2.
- Peter Angermann (2001) pleinair. Verlag für Moderne Kunst Nürnberg.  (ISBN 978-3-933096-57-9)
- Karl Schawelka Peter Angermann: Malerei 1973 bis 1995 Verlag für Moderne Kunst Nürnberg.  (ISBN 3-928342-45-2)
- Stephan Schmidt-Wulffen Tiefe Blicke DuMont 1985.  (ISBN 3-7701-1740-9)
- Kasper König (1984) von hier aus DuMont 1984.  (ISBN 3-7701-1650-X)